# Sarcocornia perennis
Sarcocornia perennis é uma espécie de planta com flor pertencente à família Chenopodiaceae. 
A autoridade científica da espécie é (Mill.) A.J. Scott, tendo sido publicada em Botanical Journal of the Linnean Society 75(4): 367. 1977 (1978).

## Portugal
Trata-se de uma espécie presente no território português, nomeadamente os seguintes táxones infraespecíficos:
- Sarcocornia perennis subsp. alpini - presente em Portugal Continental. Em termos de naturalidade é nativa da região atrás referida. Não se encontra protegida por legislação portuguesa ou da Comunidade Europeia.
- Sarcocornia perennis subsp. perennis - presente em Portugal Continental. Em termos de naturalidade é nativa da região atrás referida. Não se encontra protegida por legislação portuguesa ou da Comunidade Europeia.